# Красноленинская группа месторождений
Красноленинский свод — одна из крупных нефтегазодобывающих территорий России. Расположен в западной части Ханты-Мансийском автономном округе. Принадлежность залежей месторождений к Красноленинскому своду отображается индексом «К» после основного индекса возраста залежи. Например, ЮК2 — Юрский пласт, Красноленинского свода, (2) Второй по порядку следования сверху вниз (верхний пласт Тюменской свиты).
В группу входит несколько месторождений: Каменное, Талинское, Ем-Ёговское, Северо-Каменное, Пальяновское, Ингинское, Восточно-Ингинское, Поттымско-Ингинское, Елизаровское и Лебяжье.

## История группы
Буровые работы в Красноленинском районе начаты в 1959 году. В 1965 году открыто первое нефтяное месторождение — Каменное. Вслед за ним были открыты Елизаровское в 1966 году, Ингинское и Поттымско-Ингинское в 1975 году, крупное Талинское в 1975 году, Лебяжье в 1981 году и Пальяновское в 1982 году.

## Характеристика
Нефтеносность связана с отложениями юрского возраста и переходного комплекса палеозоя. Начальные запасы нефти группы оценивается 1,2 млрд тонн, из самое крупное это — Талинское.